# Faradayeva konstanta
Faradayeva konstánta [fêredejeva ~] je v fiziki in kemiji konstanta, ki podaja jakost električnega naboja enega mola elektronov. Imenuje se po angleškem fiziku in kemiku Michaelu Faradayu. Čeprav je konstanto v večini primerov nadomestila standardna izpeljana enota SI coulomb, se Faradayeva konstanta še vedno veliko uporablja pri računanju v elektrokemiji. Njena trenutna sprejeta vrednost je:
{\displaystyle F\,=\,96\,485,339\,9(24)\,{\mbox{C mol}}^{-1}\!\,.}
Faradayeva konstanta F je povezana z drugima dvema fizikalnima konstantama:
{\displaystyle F\,=\,N_{\mathrm {A} }e_{0}\!\,,}
kjer je:
{\displaystyle N_{\mathrm {A} }\,=\,6,022\cdot 10^{23}\,{\mbox{mol}}^{-1}}
{\displaystyle e_{0}\,=\,1,602\cdot 10^{-19}\,{\mbox{C}}.}
NA je Avogadrovo število, e0 pa osnovni naboj, oziroma jakost električnega naboja elektrona, ali protona. Ta zveza velja, ker je količina naboja mola elektronovov enaka količini naboja enega elektrona, pomnoženega s številom elektronov v molu.
Vrednost F je bila najprej določena s tehtanjem količine srebra izločenega v elektrokemični reakciji, pri kateri je določen čas tekel izmerjeni električni tok in s pomočjo Faradayevega zakona za elektrolizo. Nadaljujejo raziskave za točnejše določevanje povezanih konstant F, NA in e0.